# Domnall mac Murchada
Domnall mac Murchada (mort en 1075), également connu sous le nom de  Domnall mac Murchada meic Diarmata, est un dynaste de la fin du XIe siècle prétendant au  royaume de Leinster, et un
roi de Dublin. Comme fils de Murchad mac Diarmata, roi de Dublin et des Îles, Domnall est le petit-fils de  Diarmait mac Máel na mBó, roi de Leinster, et un membre de la dynastie des  Uí Cheinnselaigh. Domnall est aussi le premier des  Meic Murchada, une lignée qui doit son nom à son père.
En 1071, l'année qui précède la mort de son grand-père, Domnall et un de ses parents, Chennselaig, Donnchad mac Domnaill Remair, se combattent pour le contrôle du  Leinster. Bien que Domnall porte le titre de  roi de Leinster dans une liste médiévale de rois, Donnchad est sans doute un puissant prétendant et Domnall ne semble avoir obtenu le royaume de Leinster que seulement nominalement.
La prise de pouvoir de Domnall dans le royaume de Dublin intervient en 1075, après l'expulsion du souverain régnant
Gofraid mac Amlaíb meic Ragnaill, roi de Dublin par son suzerain, Toirdelbach Ua Briain, roi de Munster. Les circonstances qui entourent l'accession au trône de  Domnall demeurent incertaines. Il peut avoir collaboré avec Gofraid afin de tenter de sauver le royaume des mains des Uí Briain, ou avoir été installé comme roi par Toirdelbach lui-même et régner sous la suzeraineté de ce dernier. Quoi qu'il en soit, Domnall meurt la même année, et Toirdelbach investit du trône à sa place son propre fils, Muirchertach.

## Contexte
Domnall est le fils de Murchad mac Diarmata, roi de Dublin et des Îles (mort en 1070), qui était lui-même le fils pré-décédé de Diarmait mac Máel na mBó, roi de Leinster (mort en 1072). Domnall est de ce fait un membre des Uí Cheinnselaigh; et le premier des Meic Murchada, une lignée des Uí Cheinnselaigh désignée d'après le nom de son père. Domnall a deux frères: Donnchad (mort en 1115), un roi de Leinster postérieur et Énna. En 1052, le grand-père sus-nommé de Domnall conquiert le  royaume de Dublin sur Echmarcach mac Ragnaill, roi de Dublin et des Îles (mort 1064/1065), et peu après nomme Murchad comme roi de Dublin. Environ une décennie plus tard Murchad semble avoit chassé  Echmarcach de Mann, après selon il obtient le royaume des Îles.
L’enracinement de l'autorité de Diarmait sur la population Gall Gàidheal de Dublin dure deux décennies et est une remarquable avancée qu'aucun autre roi Irlandais n'avait jamais réussi à accomplir. Malheureusement pour les Uí Chennselaig, deux des fils de Diarmait; Murchad et Glún Iairn précèdent inexplicablement leur père dans la tombe en 1070, et Diarmait lui-même meurt deux ans plus tard.

## Royaume de Leinster
Dès avant la disparition de Diarmait les Uí Chennselaig commencent à s’entre-déchirer sans doute du fait de la disparition prématurée des deux fils de Diarmait. Les Annales des quatre maîtres, et les Annales d'Inisfallen insistent sur le fait que Domnall doit mener bataille contre son propre cousin cousin germain, Donnchad mac Domnaill Remair (mort en 1089), avant que l'allié de  Diarmait, Toirdelbach Ua Briain, roi de Munster (mort en 1086), puisse intervenir et restaurer l'ordre dans le  royaume de Leinster.
Jusqu'à l'époque de sa mort, Diarmait avait été le plus puissant roi du sud de l'Irlande. Du fait du vide laissé par sa disparition, son allié Toirdelbach se saisit de l'occasion pour prendre l'initiative 
et intervient afin d'affirmer ses propres prétentions au titre d'Ard ri Erenn d'Irlande.
Il impose immédiatement sa suzeraineté sur au Leinster une action certainement facilité par ses interventions précédentes dans les conflits entre les Uí Chennselaig et il prend le contrôle de Dublin.Imposer son autorité aux royaumes provinciaux est une condition indispensable pour s’élever au titre d'Ard Ri, la décision de Toirdelbach de marcher sur Dublin révèle que la acquisition du royaume côtier est aussi une part essentiel de ce processus.
La capture par Toirdelbach à Dublin qui s'ensuit suggère que ce dernier n’était pas seulement le principal des dynastes Uí Chennselaig dynast, mais qu'il utilisait également la cité comme capitale du
Leinster. Bien que la liste des rois de Leinster détaillée dans le Livre de Leinster indique que Domnall avait succédé à son grand-père comme roi de Leinster, il apparaît que Donnchad est le plus puissant prétendant. En fait, la liste des rois Uí Chennselaig dans la même source ne mentionne pas Domnall, et indique que c'est Donnchad qui succède à  Diarmait comme roi des Uí Chennselaig. Domnall, dans ce contexte peut ne pas avoir régné dans le Leinster ou n'en avoir été roi que seulement de nom.
Si on en croit les Annales d'Inisfallen, Toirdelbach prend possession de Dublin lorsque les habitants de la ville  lui offrent eux-mêmes 
cette royauté. Bien que cette mention soit dans doute liée à la propagande des  Uí Briain, elle révèle cependant que les Hommes de Dublin préféraient comme suzerain, un roi de Munster éloigné à un trop proche souverain de Leinster. Dans la même année la royauté est saisie par  Godfraid mac Amlaib (mort en 1075). Ce dernier semble avoir été un parent d'Echmarcach, et a peut-être été installé dans le royaume par Toirdelbach, prenant ne compte la disrtance considérable qui séparait ses deux royaumes.

## Royaume de Dublin
En 1075, Toirdelbach chasse lui-même Gofraid du royaume et d'Irlande.Il demeure des incertitudes concernant les conditions de l'expulsion de  Gofraid et de l'accession au trône de Domnall.
D'un coté il est possible que Gofraid se soit engagé dans l'appui à la résistance  Anglo-Danoise contre le régime Normand qui avait récemment conquis le royaume d'Angleterre. Si c'est exact, Gofraid se serait trouvé en opposition avec Toirdelbach, un monarque qui
cultivait des liens étroits avec le régime Norman.
Domnall, dans ce cas aurait reçu le consentement de Toirdelbach pour régner sur Dublin à la place de Gofraid.En fait l'investiture par Toirdelbach de Domnall à Dublin, était un moyen l'opposer à son cousin du Leinster sus-nommé et une façon d'exploiter pour les Uí Briain les dissensions entre les  Uí Chennselaig. La coopération de  Domnall était un moyen pour Toirdelbach d’asseoir son autorité, considérant l'influence de son père sur les Hommes de Dublin et sans doute du fait que  Domnall lui-même y avait passé une partie de sa vie.
D'autre part il est aussi possible que  Gofraid ait été expulsé de la royauté pour s’être allié lui-même avec les Hommes du Leinster contre
les Uí Briain. Si cette interprétation des événements est correcte, cela pourrait signifier que, même si Gofraid n'a pas pu poursuivre sa révolte, ce sont ses confédérés Uí Chennselaig qui ont réussi à arracher Dublin à Uí Briain.
Quelles que soient les conditions de l'accession au trône Domnall, le contrôle des Uí Chennselaig à Dublin est de courte durée. Les 
Annales d'Inisfallen, les Annales des quatre maîtres, et les  Annales d'Ulster, relèvent toutes que dans le courant de la même année, Domnall meurt après une brève maladie, la dernière source précise même qu'il succombe après trois jours de maladie
Les Annales d'Inisfallen et les Annales d'Ulster lui accordent le titre de Roi de Dublin, et ne mentionnent pas le royaume de Leinster. Après la disparition de Domnall, Toirdelbach nomme son propre fils, Muirchertach (mort en 1119), comme roi de Dublin. En agissant ainsi, Toirdelbach renforce son autorité sur Dublin, et poursuit
la politique mise en œuvre par le grand-père de  Domnall, qui avait proclamé ses prétentions au titre d'Ard ri Erenn après avoir installé son propre fils dans le royaume de Dublin.